# Epitoniidae
Epitoniidae of wenteltrappen zijn een familie van predatoriale zeeslakken.

## Taxonomie
De volgende geslachten zijn bij de familie ingedeeld:
- Acirsa  Mörch, 1857
- Acrilla H. Adams, 1860
- Acrilloscala  Sacco 1891
- Alexania Strand, 1928
- Alora  (H. Adams, 1861)
- Amaea H. & A. Adams, 1853
- Berthais  Melvill, 1904
- Boreoscala  Kobelt, 1902
- Chuniscala Thiele, 1928
- Cinctiscala de Boury 1909
- Cingulacirsa
- Cirratiscala  de Boury, 1909
- Cirsotrema  Mörch, 1852
- Clathroscala  de Boury 1889
- Clathrus  Oken 1815
- Claviscala  de Boury, 1909
- Compressiscala Masahito (Prince) & Habe 1976
- Constantia Adams 1860
- Couthouyella Bartsch 1909
- Cycloscala  Dall, 1889
- Cylindriscala  de Boury, 1909
- Dannevigena  Iredale 1936
- Depressiscala  de Boury 1909
- Ecclesiogyra  Dall, 1892
- Eglisia Gray, 1842
- Epitonium Röding, 1798
- Foliaceiscala de Boury 1912
- Foratiscala  de Boury 1887
- Fragiliscala  Azuma 1962
- FragilopaliaAzuma 1972
- Funiscala de Boury, 1890
- Glabriscala de Boury 1909
- Graciliscala  de Boury, 1909
- Gregorioscala Cossman, 1912
- Gyroscala  de Boury, 1887
- Iphitus  Rafinesque 1815
- Kurodacirsa Masahito & Habe, 1975
- Lampropalia
- Mazescala  Iredale 1936
- Minabescala  Nakayama, 1994
- Murdochella Finlay, 1927
- Narrimania  Taviani, 1984
- Narvaliscala  Iredale, 1936
- Nipponoscala Masahito (Prince) & Habe 1973
- Nodiscala de Boury 1889
- Nystiella
- Opalia H. & A. Adams, 1853
- Opaliopsis  Thiele, 1928
- Papuliscala  de Boury, 1909
- Periapta Bouchet & Waren, 1986
- Plastiscala  Iredale, 1936
- Problitora  Iredale, 1931
- Punctiscala  Philippi, 1844
- Sagamiscala  Masahito, Kuroda & Habe, 1971
- Scalina Conrad, 1865
- Spiniscala  de Boury, 1909
- Sthenorytis Conrad 1862
- Tasmalira Dell 1956
- Turbiniscala de Boury 1909
- Variciscala  de Boury, 1909
- Varicopalia
- Viciniscala de Boury 1909